# Herbert Fritze
Herbert Otto Fritze (* 21. Oktober 1905 in Berlin; † 18. Mai 1938 ebenda) war ein deutscher Fußballspieler.
Der gelernte Mittelstürmer kam in seinen sechs Jahren bei Hertha BSC nicht über eine Reservistenrolle hinaus. Umso überraschender, dass er in der Endrunde um die deutsche Meisterschaft 1929 alle Spiele bestritt und dabei zwei Tore erzielte. Im Finale erhielt er dann vom Trainer Richard Girulatis, den Auftrag nicht anzugreifen, sondern sich lediglich auf Defensivaufgaben und die Bewachung Ludwig Leinbergers von der SpVgg Fürth zu beschränken. Auch wenn Leinberger nicht traf, gingen die Berliner zum vierten Mal in Folge als Final-Verlierer vom Platz.
An den beiden gewonnenen Meistertiteln 1930 und 1931 hatte Fritze dann nur noch marginalen Anteil.

## Erfolge
- Deutscher Meister: 1930, 1931
- Berlin-Brandenburgischer Meister: 1925, 1926, 1927, 1928, 1929, 1930, 1931
- Berliner Pokalsieger: 1928, 1929